# Мушес
Муше́с (фр. Mouchès) — коммуна во Франции, находится в регионе Юг — Пиренеи. Департамент — Жер. Входит в состав кантона Монтескью. Округ коммуны — Миранд.
Код INSEE коммуны — 32293.

## География

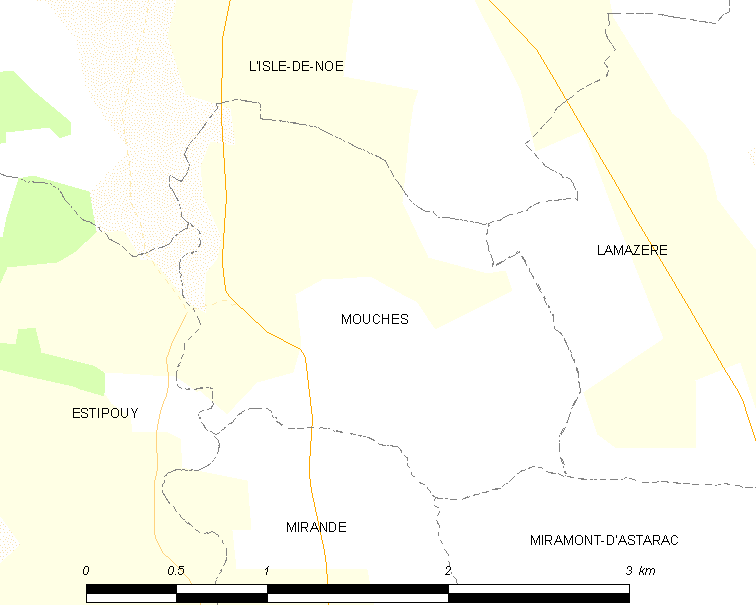
Карта коммуны

Коммуна расположена приблизительно в 610 км к югу от Парижа, в 85 км западнее Тулузы, в 17 км к юго-западу от Оша.
На западе коммуны протекает река Баиз.

## Климат
Климат умеренно-океанический. Лето жаркое и немного дождливое, температура часто превышает 35 °С. Зимой часто бывает отрицательная температура и ночные заморозки. Годовое количество осадков — 700—900 мм.

## Население
Население коммуны на 2010 год составляло 73 человека.
| 1962 | 1968 | 1975 | 1982 | 1990 | 1999 | 2010 |
| ---- | ---- | ---- | ---- | ---- | ---- | ---- |
| 115  | 99   | 75   | 72   | 78   | 73   | 73   |

## Администрация
| Период | Период | Фамилия       | Партия | Примечания |
| ------ | ------ | ------------- | ------ | ---------- |
| 2001   | 2008   | Мари Да Дорес |        |            |
| 2008   | 2020   | Роза Бланден  |        |            |

## Экономика
В 2010 году среди 51 человека трудоспособного возраста (15-64 лет) 33 были экономически активными, 18 — неактивными (показатель активности — 64,7 %, в 1999 году было 73,9 %). Из 33 активных жителей работали 31 человек (13 мужчин и 18 женщин), безработных было 2 (2 мужчин и 0 женщин). Среди 18 неактивных 7 человек были учениками или студентами, 10 — пенсионерами, 1 был неактивным по другим причинам.